# 빌리와 맨디, 언더피스트의 할로윈 모험
빌리와 맨디, 언더피스트의 할로윈 모험(영어: Underfist: Halloween Bash)은 "빌리와 맨디의 무시무시한 모험"의 애니메이션 스핀오프 스페셜. 원래는 2008년 10월 12일 카툰 네트워크에서 방영되었다. 이로 인해 애톰스, 톰 워버턴 및 크레이그 매크래컨과 같은 네트워크 제작자가 네트워크를 떠나게되었다.

## 줄거리
할로윈 밤에 어윈, 빌리, 맨디 및 저승사자은 속임수를 쓰거나 치료하고 빌리는 마녀, 맨디와 저승사자은 마녀와 뱀파이어를 태우는 스페인 종교재판소이며 어윈은 뱀파이어의 왕인 드라큘라이다. 어윈은 그의 삶이 그를 지나가고 있음을 깨닫는다. 민디 (붕붕이라는 이름의 사악한 마시멜로 토끼에 의해 비밀리에 마녀로 변신)는 어윈을 속여서 사악한 사탕 전사와 붕붕의 군대를 풀어주는 하계 포털을 열어 이웃을 위협하기 시작한다.

## 목소리 출연
- 김옥경 - 빌리
- 여민정 - 맨디
- 최석필 - 저승사자
- 이영아 - 어윈
- 한경화 - 민디
- 이진홍 - 해롤드
- 홍범기 - 제프
- 안장혁 - 호스 델가도
- 하성용 - 스카 장군
- 김두희 - 프레드 프레드버거
- 박기량 - 너글